# Віссаріон Нікейський
Віссаріон Нікейський (грец. Βασίλειος Βησσαρίων, 2 січня 1403, Трапезунд — 18 листопада 1472, Равенна) — грецький (візантійський) архієпископ міста Нікеї, відомий церковний діяч, що перейшов в католицтво і став кардиналом. Один з перших європейських та італійських гуманістів.

## Життєпис
Народився в місті Трапезунд. Рік народження називають то 1389, то 1395, то 1403 рік.
Походив з простої родини ремісника. Виявив здібності, а для хлопця з простої родини єдиний шлях зробити кар'єру в Візантійській імперії — стати священиком. 1423 року він став ченцем і змінив світське ім'я Василь на Віссаріон — на честь єгипетського анахорета Віссаріона Великого. 1426 року Віссаріон став дияконом, а 1431 року — пресвітером. З 1436 року — настоятель одного з монастирів у місті Константинополь.

## Освіта
Початкову освіту отримав в Трапезунді, а продовжив у Константинополі в Магнаврській вищій школі. Відомо, що навчався у авторитетного тоді астролога, лікаря, математика, Георгіоса Хрізококеса. За переказами п'ять років перебував у м. Містра на півострові Пелопоннес, де був тоді грецький центр книжкової мудрості. Навчався там в академії Георгіоса Гемістоса, де вивчав давньогрецьку філософію Платона, а також математику, поезію, історію, риторику. На відміну від Георгіоса Гемістоса, не покинув церкву.

## Архієпископ Нікеї
На здібного священика звернули увагу при імператорському дворі. Візантійський імператор Іоанн VIII Палеолог наблизив Віссаріона до себе і сприяв його церковній кар'єрі: Віссаріон став митрополитом Нікейським. Військова і політична слабкість Візантійської імперії сприяла появі ідеї возз'єднання західної та східної церков. Іоанн VIII Палеолог плекав надію отримання дипломатичної і військової допомоги від папи Римського у разі війни з османами, що вже точилася на кордонах імперії. Новий Нікейський митрополит, освічений і талановитий, мав супроводжувати імператора під час візиту Іоанна VIII Палеолога в Італію в 1438 разом із давньоруським митрополитом Ісидором Київським.

## Перехід у католицтво

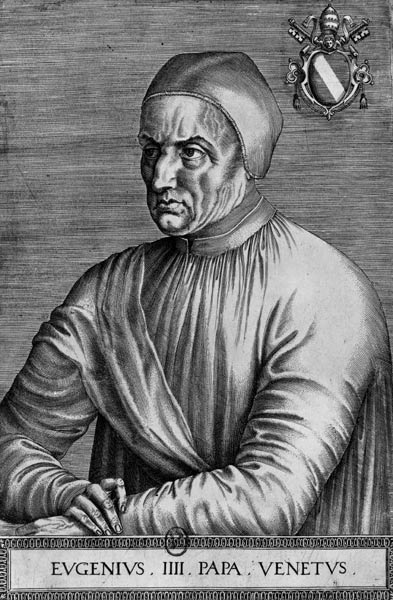
Папа римський Євген IV

Брав участь у перемовинах з католицьким священством і в праці Собору 1438 року в місті Феррара, а потім у місті Флоренція. Вже в Італії під час перемовин Віссаріон зрозумів переваги возз'єднання православної та католицької церков і діяльно це підтримував. Але виявилися значні богословські і політичні розбіжності, котрі годі було подолати через небажання обох таборів іти на компроміси.
Вороже ставлення до ідеї возз'єднання православної та католицької церков яскраво виявилося по поверненню делегації греків-візантійців у Константинополь. Ідею возз'єднання тепер не підтримували навіть ті, що виступали за її реалізацію навіть нещодавно. В місті добре пам'ятали про події Четвертого хрестового походу і про військове захоплення католиками Італії Константинополя, убивство греків, пограбування столичного міста і його храмів, утворення на уламках Візантії Латинської імперії 1204-1261. Греки з Нікеї з величезними зусиллями тоді змогли відновити власну державність — востаннє. Тому кількість противників возз'єднання церков у Константинополі зростала, а їхні настрої були ворожими і непримиренними.
Пристрасні константинопольці ворожо поставились і до самого Віссаріона, далекоглядного прибічника возз'єднання церков. Вже в 1440 Віссаріон Нікейський знову відбув в Італію, відтепер назавжди. Почалися найкращі роки його церковної кар'єри і роки найкращих звершень як науковця і державного діяча.
Шляхи державницького і культурного розвитку Візантії та країн Західної Європи в 15 столітті остаточно розходяться.  Візантійська імперія входить у добу остаточної політичної депресії та кризи, котра закінчиться знищенням імперії в 1453 після завоювання країни і столиці турками-османами. Політично негнучкі та консервативні візантійці втратять усе.
Італійські князівства, навпаки, зміцнять власні позиції (економічні й культурні), де розквітнуть декілька центрів відродження (Флоренція, Мілан, Феррара, Рим, Урбіно, Венеція). Але ніхто, як і він, 1440 року про це ще не знав.

## Активність у Римі

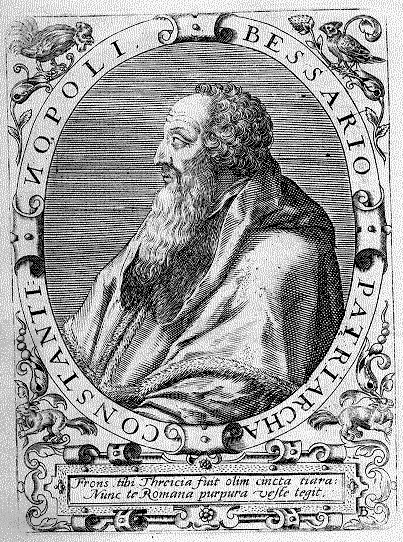
Гравер Теодор де Брі (1528—1598). «Віссаріон Нікейський як кардинал», мідьорит 16 століття.

Уже в літах, Віссаріон зберігав активність і в Римі. Двічі його кандидатуру висували на посаду папи римського, але суперники та інтриги кардиналів були сильнішими. І все ж, Віссаріон був деканом кардиналів. Сам сприяв обранню на престол Миколая V,, першого гуманіста на посаді папи. Вдруге сприяв обранню папою Пія ІІ, котрий почав агітувати князів-феодалів воювати з османами. Але французи та венеціаці не відгукнулися. По обранню папи агітував того використати власний авторитет та політично надавити на дожів Венеції, аби продовжити війну с турками-османами. Все було марно.
У Римі сприяв заснуванню гурту з вивчення творів філософа Платона, що стане традицією. Навколо нього скупчилися викладачі класичних мов, літератори і колекціонери старовинних рукописів, а, головне, перекладачі з грецької на латину, що сприяло знайомству італійських діячів культури з рукописами стародавніх творів. В гурті навколо нього опинилися гуманіст Поджо Браччоліні (1380—1459), секретар неаполітанського короля, а згодом апостольський секретар і письменник Лоренцо Валла (1407—1457), гуманіст і письменник Флавіо Бйондо (1392—1463), письменник і гуманіст Джованні Ауріпа (1376—1459).
Практично всі останні роки життя кардинал і папський легат віддав утопії — розпочати хрестовий похід проти турків аби… відродити знищену Візантію. Він і в Італії не забув, що він грек за походженням.
Політичний розклад сил тоді був не на користь прагнень Віссаріона, бо більшість замирилася з турками і обрала з ними торгівлю. Лише два державні утворення (Угорщина та Венеціанська республіка) були налаштовані воювати з османами. Віссаріон 1463 року відвідав угорського короля і всіляко агітував того воювати, бо Угорщина єдина на той час активно воювала з османами, стримуючи їх просування в Західну Європу. Плекав він надію і створити хоча б невеликий військовий альянс між Угорщиною і Венецією. Заради цього кардинал навіть дав гроші на обладнання нової військової галери.

## Благодійність у Болоньї
Віссаріон Нікейський отримав на новій батьківщині посаду папського легата (намісника папи римського) в університетському місті Болонья. Цю посаду він займав п'ять років.
Віссаріон Нікейський був також вихователем племінниці-емігрантки останнього візантійського імператора Софії Палеоло́г, котрій судилося стати дружиною московського князя. Грек Віссаріон, філософ-платонік, допитливий і відкритий до нових знань, стане також одним з італійських гуманістів, що жваво цікавився військовою справою, плекав надію про новий хрестовий похід проти турків-османів, мав видання щодо фортифікації і ведення облоги ворожих міст.
Новий дзвін у Болоньї теж відливали з ініціативи Віссаріона Нікейського. Він посвятив дзвін, а піднімав його на вежу Аррінго саме молодий талановитий інженер і архітектор Арістотель Фіораванті. У прихованій політичній грі Ватикана з московським князем на новому етапі братимуть участь і папа римський, і новоспечений кардинал з візантійської Нікеї, і племінниця останнього візантійського імператора Софія Палеолог (що стане бабусею Івана Грозного), і інженер-архітектор з Болоньї — Арістотель Фіораванті.

## Благодійність у Венеції і бібліотека Віссаріона

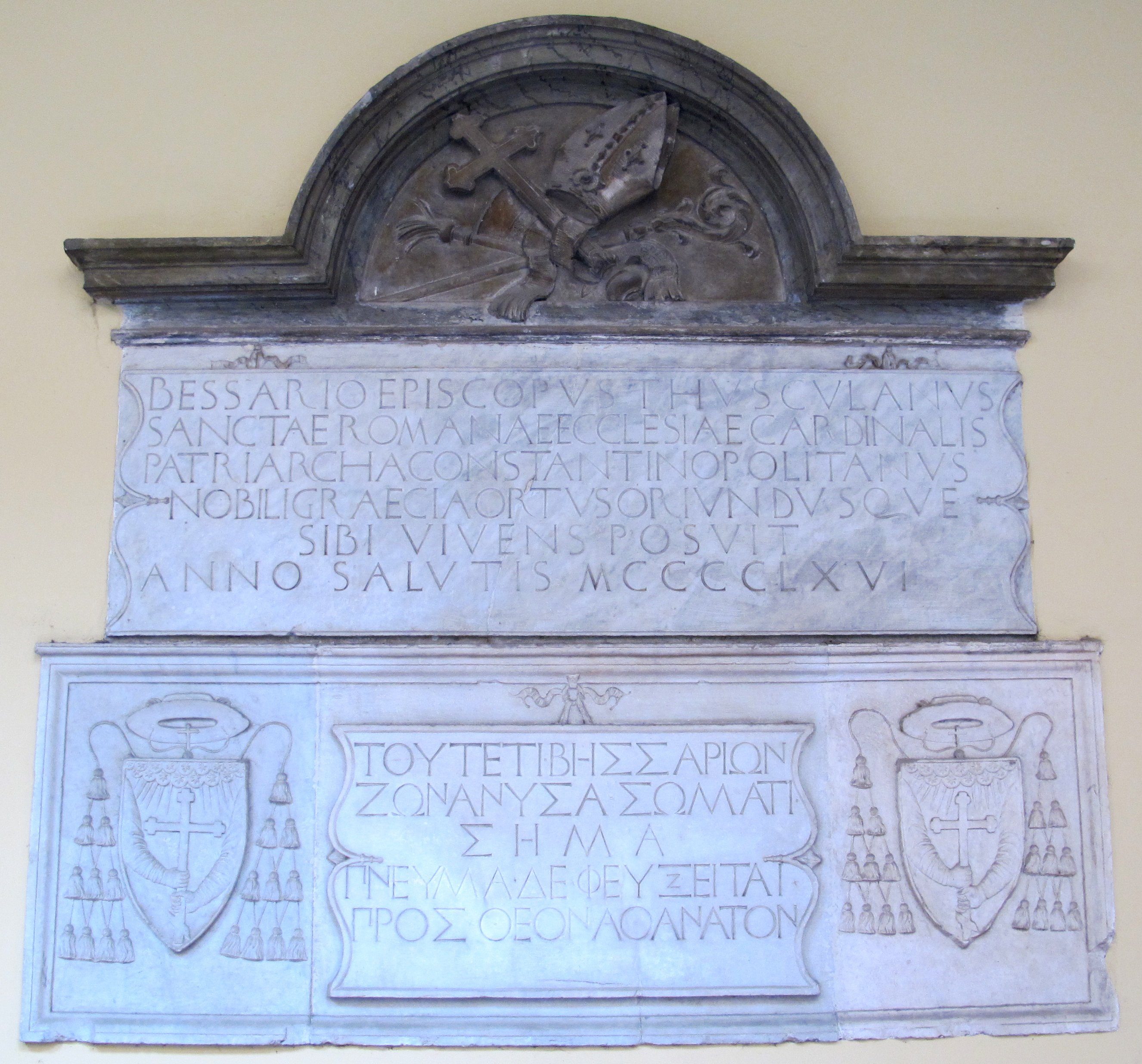
Надгробок Віссаріона Нікейського в церкві Дванадцяти апостолів, Рим.

Сам колекціонер рукописів і інкунабул, наприкінці життя Віссаріон мав непогану приватну бібліотеку. В його зібранні були чотириста вісімдесят два (482) рукописи грецькою та двісті шістдесят чотири 264 рукописи латиною. Все це він передав сенату Венеціанської республіки за умови зробити бібліотеку доступною. Сенат прийняв дар і бібліотека Віссаріона Нікейського стане підмурівками венеціанської бібліотеки Марчіана.
В місті Мессіна Віссаріон сприяв побудові школи з вивченням грецької мови. Після захоплення Константинополя турками-османами з Візантії почалася масова еміграція. Серед емігрантів був і Константин Ласкаріс, візантійський науковець. Він перебрався на острів Родос, а згодом в Італію. 1465 р. він рік викладав грецьку мову й історію в місті Неаполь, а потім за сприяння Віссаріона Нікейського перебрався в Мессіну, де працював викладачем грецької до своєї смерті в 1501 році.

## Смерть

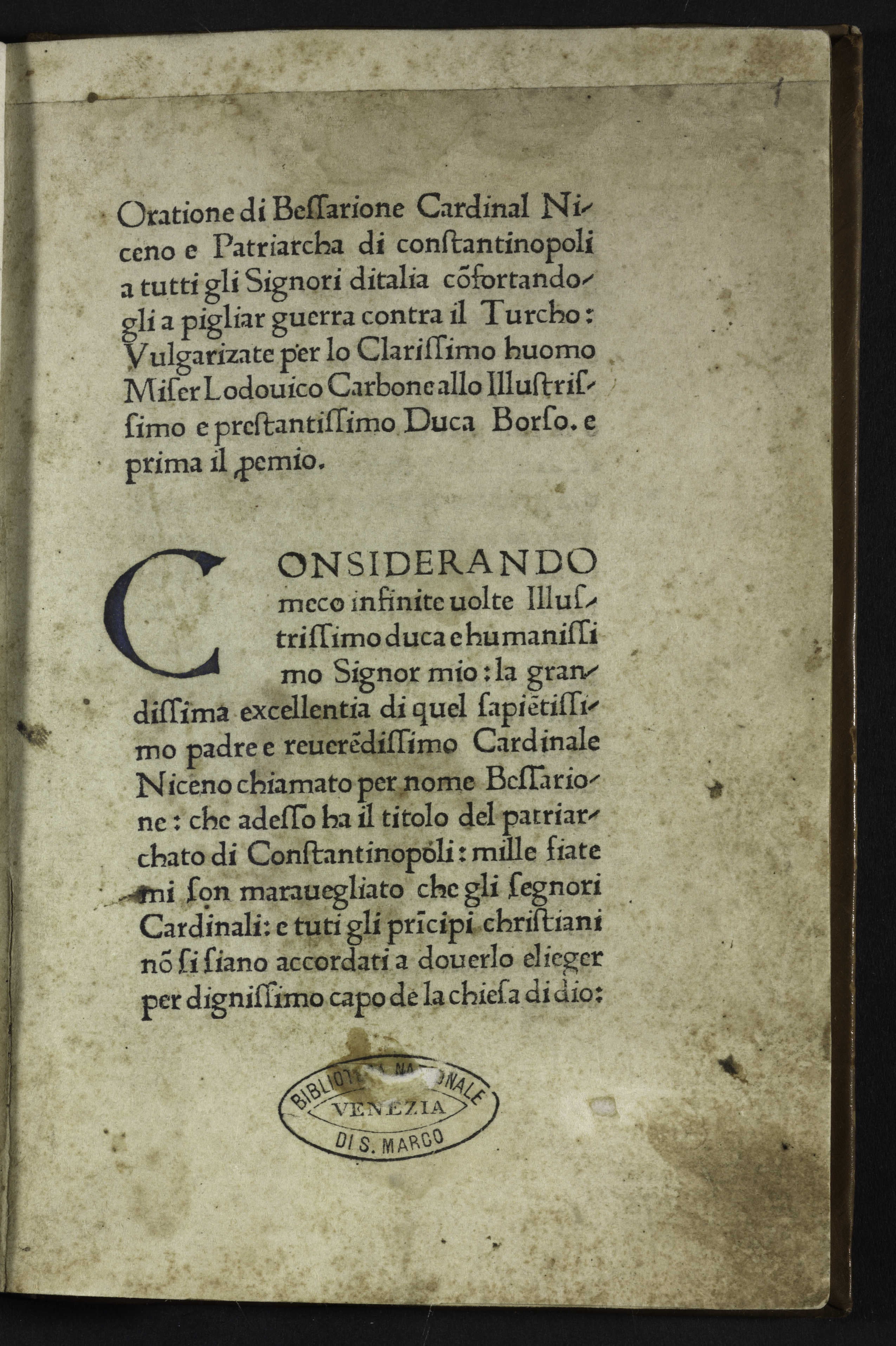
Epistolae et orationes, 1471

За наказом папи римського Сикста IV літній Віссаріон Нікейський подався в подорож до Франції. Мета — схилити короля Франції до організації хрестового походу проти турків-османів. На зворотньому шляху він, хворий і заслаблий, зупинився в будинку свого прихильника і мера міста Равенна Антоніо Дандоло, де і помер. За переказами, вважали, що його отруїли за наказом французького кардинала, що ворожо ставився до колишнього візантійця. Померлого перевезли в Рим 3 грудня 1472 року, де поховали в церкві Дванадцяти апостолів. Могила збережена.

## Образ у кінематографі
- Конклав (фільм, 2006)